# Dominique-Marie Bouix
Dominique-Marie Bouix (Bagnères-de-Bigorre, 15 maggio 1808 – Montech, 26 dicembre 1870) è stato un giurista francese specializzato nel diritto canonico.
Oltre ai numerosi articoli pubblicati sulla rivista Revue des sciences ecclésiastique, da lui diretta, scrisse diversi trattati di diritto canonico, tra cui: De principiis iuris canonici (1852), De iudiciis ecclesiasticis (1855), De parocho (1855), De iure regularium (1857), De curia romana (1859), De episcopo (1859), De iure liturgico (1860), Du concile provincial (1850) e De papa (1868-1870). Le sue opere, caratterizzate da un forte spirito cattolico, contenevano anche polemiche contro il gallicanesimo.